# صموئيل وايلد
صموئيل وايلد (بالإنجليزية: Samuel Wilde)‏ هو قاضي ومحامي وسياسي أمريكي، ولد في 1771، وتوفي في 1855.